# Louise Allbritton
Louise Allbritton (3 de julio de 1920-16 de febrero de 1979) fue una actriz estadounidense nacida en Oklahoma City, Oklahoma.
Actuó en películas como Pittsburgh (1942), Son of Dracula (1943), The Egg and I (1947) y Sitting Pretty (1948).
Allbritton fue hija de E.E. Allbritton de Wichita Falls, Texas. Ingresó en la Universidad de Oklahoma y obtuvo experiencia en el mundo de la actuación en Pasadena Playhouse. Se contactó con Universal Studios, lo que le valió continuar su carrera en Hollywood.
Durante la Segunda Guerra Mundial, Allbritton actuó frente a las tropas estadounidenses, para entretenerlas antes del combate".
Estuvo casada con el periodista Charles Collingwood desde 1946 hasta su muerte.

## Fallecimiento
Allbritton murió el 16 de febrero de 1979, en Puerto Vallarta, México, donde ella y Collingwood tenían una de sus casas.

## Filmografía parcial
- Pittsburgh (1942)
- Son of Dracula (1943)
- Fired Wife (1943)
- Good Morning, Judge (1943)
- San Diego, I Love You (1944)
- The Egg and I (1947)
- Sitting Pretty (1948)
- An Innocent Affair (1948)
- Walk a Crooked Mile (1948)